# Tae Honma
Tae Honma, född 20 april 1986 i Aichi prefektur, är en japansk fribrottare som debuterade 2015. Hon blev först känd i Actwres girl'Z, ett mindre brottningsförbund i Japan för enbart kvinnlig brottning och har sedan brottats desto mer i Ice Ribbon, ett av de största förbunden för kvinnlig fribrottning i världen.
I oktober 2022 debuterade hon i Mexiko och brottades sex matcher i Consejo Mundial de Lucha Libre i slutet av månaden.